# Вильд, Генрих Иванович
Генрих Иванович Вильд (нем. Heinrich von Wild; 1833—1902) — швейцарский физик и метеоролог, работавший в России.

## Биография
Генрих Вильд родился 17 декабря 1833 года в швейцарском городе Устер. Учился в Цюрихском и Кёнигсбергском университетах. Получив в 1858 году в Цюрихе степень доктора, некоторое время занимался в Гейдельберге у Кирхгофа и Бунзена. В 1858 году начал читать лекции в Цюрихском университете и в технической школе Цюриха, откуда в 1859 году был приглашён в Бернский университет преподавателем физики и директором астрономической обсерватории, которая была им преобразована в метеорологическую обсерваторию с самопишущими инструментами. В 1862 году он стал профессором физики Бернского университета. В 1863 году Вильд основал несколько метеорологических станций, заложив тем самым метеорологическую сеть Швейцарии; создал для неё целый ряд физических и метеорологических приборов, в их числе — флюгер Вильда.
Затем Вильд занял место директора возникшего по его предложению, «Нормального бюро мер Швейцарского Союза» и занимался преобразованием системы основных швейцарских мер.
В 1868 году Вильд был приглашён в Санкт-Петербург. В качестве экстраординарного академика по физике и метеорологии Императорской Академии наук он возглавил 31 августа 1868 года Главную физическую обсерваторию; с 1870 года — ординарный академик.
Вильд занимался расширением и преобразованием находящейся в ведении Главной физической обсерватории метеорологической сети в России; если в 1868 году было всего 30 метеорологических станций в России, то к 1895 году их число было около тысячи; в их числе, построенная в 1876 году, образцовая магнитная и метеорологическая обсерватория в Павловске, также — в Иркутске. По инициативе Г. И. Вильда в 1872 году в Петербурге было открыто бюро прогноза погоды.

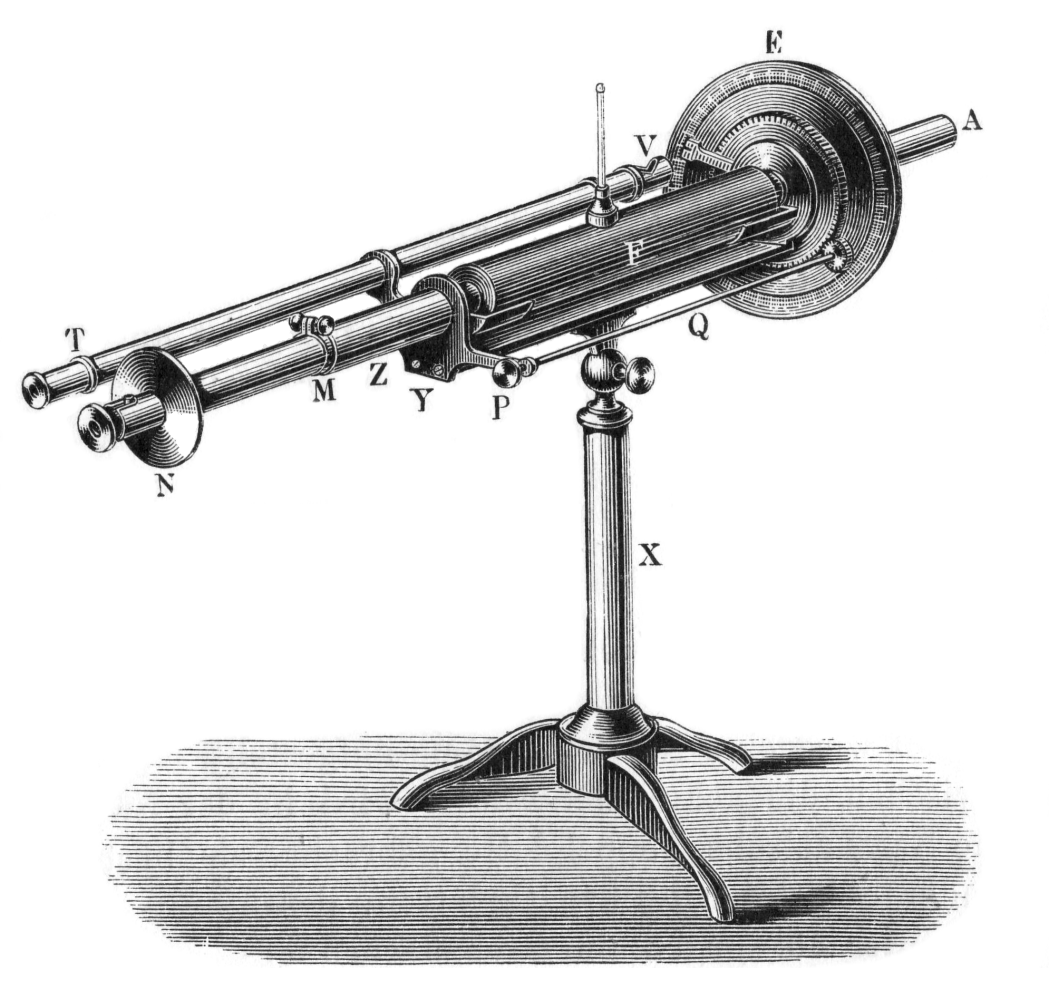
Поляристробометр Вильда

В 1870 году он был избран в члены Международной комиссии метра, а в 1875 — в члены Международного комитета мер и весов; в качестве члена Международной электрической комиссии, он сделал определение единицы сопротивления — ома.
С декабря 1878 года он имел чин действительного статского советника
На конгрессе метеорологов в Риме в 1879 году он был избран президентом Международного метеорологического комитета, который возглавлял в течение 17 лет.
Также, в 1880 году он был избран председателем Международной полярной комиссии, в результате работы которой 1 августа 1882 года начался Первый международный полярный год, инициатором идеи которого был К. Вайпрехт. Вильд возглавлял разработку программ экспедиции, а после завершения наблюдений составил программу обработки и публикации материалов, которую с большой энергией и пунктуальностью претворял в жизнь.
Ставший директором Главной физической обсерватории в 1916 году, А. Н. Крылов писал:

Видимо, Г. Вильд был человек большой учёности и необыкновенного трудолюбия. После него осталось громадное количество вычислительных работ; видимо, он хотел из массы наблюдений вывести некоторые общие законы. Он подвергал эти наблюдения гармоническому анализу как с годовым, так и с суточным периодом для данного места, пытался для разных мест применять и разложения по шаровым функциям, подобно тому как поступил Гаусс по отношению к земному магнетизму. Построил оригинальные и наиболее точные магнитные приборы, постоянные для магнитной обсерватории в Павловске и переносные для магнитных съёмок.
Как директор, видимо, держал в обсерватории полный порядок; будучи на русской государственной службе в чине тайного советника, он все делопроизводство обсерватории вел на немецком языке и не только свои личные труды, но и труды обсерватории издавал на немецком языке…
— Крылов А. Н. Мои воспоминания. — М.: Издательство Академии Наук СССР, 1963.
Тем не менее, А. И. Воейков характеризовал Вильда как «научную посредственность». При Вильде обсерваторию покинул ряд талантливых учёных. Активно противодействовал Вильд и выборам в Академию наук Д. И. Менделеева.
До своего выхода на пенсию в сентябре 1895 года Вильде, сохранивший швейцарское подданство, оставался на русской службе, а затем вернулся в Швейцарию, поселившись в Цюрихе. С 29 декабря 1895 года Г. И. Вильд — почётный член Императорской Санкт-Петербургской Академии наук.
Г. И. Вильд был также членом-корреспондентом Венской и Берлинской академий наук и многих других учёных обществ; был почётным членом Лондонского королевского метеорологического общества, Берлинского географического общества, Финского учёного общества и многих других.
Умер в Цюрихе 5 сентября 1902 года.

## Память
В честь Г. И. Вильда названы:
- мыс Вильда (Карское море, Берег Харитона Лаптева, мыс нанесён на карту в 1901 году участниками Русской полярной экспедиции, тогда же присвоено название);
- остров Вильда (Карское море, Берег Харитона Лаптева, залив Миддендорфа, остров нанесён на карту в 1901 году участниками Русской полярной экспедиции, тогда же присвоено название).

## Награды
- орден Св. Анны 2-й ст. (1871)
- орден Св. Владимира 3-й ст. (1874)
- австрийский орден Франца Иосифа Командорский крест (1874)

В 1883 году Русское географическое общество отметило обширный труд Г. И. Вильде «О температуре воздуха в Российской империи» медалью имени Ф. П. Литке.